# Mateus da Silva
Mateus da Silva (Nossa Senhora da Glória, 30 agosto 1991) è un calciatore brasiliano, centrocampista del Pelotas.

## Palmarès

### Club

#### Competizioni nazionali
- Campeonato Brasileiro Série D: 1

Tombense: 2014
- Segunda Liga: 1

Nacional: 2017-2018